# Krystal Joy Brown
Krystal Joy Brown (Alexandria, 22 de dezembro de 1988) é uma atriz, cantora, compositora e dançarina norte-americana. Embora seja mais conhecida por seu trabalho no teatro, ela já participou de algumas produções na televisão e no cinema. Além disso, tem crédito como diretora, é escritora ocasional e ativista de diversas causas sociais.

## Primeiros anos
Nascida em Alexandria, Virgínia, Brown é filha de uma funcionária da FEMA e de um policial. Dois de seus avós trabalharam para O Pentágono. Começou a cantar gospel aos sete anos, apresentando-se com um coro infantil da Washington Performing Arts Societes e na cerimônia de posse presidencial do segundo mandato de Bill Clinton em 1997. Aos 14 anos, mudou-se com a família para Los Angeles, Califórnia. Estudou na American Musical and Dramatic Academy, graduando-se em 2004. Ela tem dois irmãos: Jason, um ex-militar do Departamento de Estado norte-americano, e Katrinah Carol Lewis, que é atriz e cantora e inspirou Brown a seguir carreira no teatro.

## Carreira

### Produções teatrais
Brown estreou na Broadway na turnê nacional de 2007 do musical Rent, escalada como Mimi. Ela interpretou três diferentes personagens em Hair (2009) e desempenhou papéis originais nas produções de Leap of Faith (2012), Big Fish (2013) e Motown: The Musical (2014), destacando-se nesta última por sua interpretação de Diana Ross. Em 10 de dezembro de 2019, juntou-se ao elenco de Hamilton, um dos mais exitosos espetáculos da Broadway, no qual interpretou Eliza Hamilton. Entre as produções regionais e off-Broadway de que participou estão Little Shop of Horrors, High School Musical, Calvin Berger, Falling for Eve e Man in the Ring.

### Televisão e cinema
Em 2011, Brown estreou na televisão interpretando Sascha em um episódio da série Castle. Em 2016, apareceu em um episódio de Deadbeat, série original do Hulu. Também estrelou um episódio da décima sétima temporada de Law & Order: Special Victims Unit. Entre 2018 e 2020, deu voz à personagem Netossa na animação She-Ra and the Princesses of Power (DreamWorks Animation e Netflix). No ano seguinte, apareceu em um episódio especial de Sydney to the Max (Disney Channel e DisneyNow), no papel de Dra. Alicia Reynolds, a falecida mãe da protagonista Sydney Reynolds. Em 2021, a atriz participou das séries The Equalizer, protagonizada por Queen Latifah, e Power Book III: Raising Kanan (derivada de Power), na qual desempenhou um papel recorrente e contracenou com LeToya Luckett.
Ela começou a atuar em telefilmes e obras cinematográficas por volta de 2017, aparecendo em produções como a comédia Englishman em L.A: The Movie, o slasher independente Victor Crowley e o natalino One Royal Holiday, um lançamento exclusivo do Hallmark Channel. Em 2019, foi lançado seu primeiro trabalho como diretora, o curta-metragem Reddy Records, estrelado por Ciara Renée. No ano seguinte, apareceu como Lena Lambert na comédia Magic Camp, outra produção da Disney. Em maio de 2021, foi anunciada sua participação no longa-metragem independente A Christmas Retreat, no papel da personagem principal.

### Outros trabalhos
Brown é compositora e, ocasionalmente, escritora. Algumas de suas composições originais foram apresentadas nos programas The Neighbors e Mistresses, transmitidos pela ABC. Além disso, ela desenvolveu um projeto musical com Randy Jackson, jurado do American Idol. Também escreveu um romance sobre amadurecimento ambientado em Nova Iorque, intitulado A Girl's Guide to Dealing with the Devil e é uma das apresentadoras do podcast How We Do This, disponibilizado no iTunes.
A atriz é ativista pela diversidade racial em Hollywood, entre outras causas. Em março de 2020, gravou um vídeo, publicado no Twitter pelo governador de Nova Iorque Andrew Cuomo, dirigindo-se aos jovens e os incentivando a ficar em casa durante a pandemia de COVID-19. Junto a outros integrantes do elenco e equipe de Hamilton, ela criou a Hamilton Racial Justice Task Force (Ham4Progress), um coletivo que afirma ser comprometido com mudanças na sociedade e no teatro. Inspirado pelos protestos de 2020 contra o racismo e a violência policial, o grupo passou a promover ações por "uma Broadway mais diversa e inclusiva" nos aspectos raciais e de gênero.

### Reconhecimento
Em 2012, o desempenho de Brown no musical Leap of Faith rendeu-lhe uma indicação ao Prêmio Fred e Adele Astaire de melhor dançarina em um espetáculo da Broadway, bem como ao Prêmio Outer Critics Circle promovido pela American Musical and Dramatic Academy, na categoria de melhor atriz em um musical. Dois anos depois, ela recebeu sua segunda indicação ao Fredie e Adele, desta vez por sua performance de dança na peça Big Fish.

## Filmografia

### Televisão
| Ano     | Título                             | Papel                | Notas                                   | Ref.   |
| ------- | ---------------------------------- | -------------------- | --------------------------------------- | ------ |
| 2011    | Castle                             | Sascha               | Episódio: "Pretty Dead"                 | [ 14 ] |
| 2016    | Deadbeat                           | Minnie               | Episódio: "Abra-Cadaver"                | [ 15 ] |
| 2016    | Law & Order: Special Victims Unit  | Charisse McCabe      | Episódio: "Intersecting Lives"          | [ 14 ] |
| 2018-20 | She-Ra and the Princesses of Power | Netossa              | Recorrente; voz                         | [ 16 ] |
| 2019    | Psycho Stripper                    | Danielle Sellers     | Telefilme                               | [ 25 ] |
| 2019    | Sydney to the Max                  | Dra. Alicia Reynolds | Episódio: "How the Syd Stole Christmas" | [ 17 ] |
| 2020    | One Royal Holiday                  | Sarah                | Telefilme                               | [ 22 ] |
| 2021    | The Equalizer                      | Kelly                | 2 episódios                             | [ 14 ] |
| 2021    | Power Book III: Raising Kanan      | Renée Timmons        | Recorrente                              | [ 18 ] |

### Cinema
| Ano  | Título                            | Papel                | Notas                    | Ref.   |
| ---- | --------------------------------- | -------------------- | ------------------------ | ------ |
| 2016 | Oh Jerome, No                     | Primeiro encontro #1 | Curta-metragem           | [ 25 ] |
| 2017 | Englishman in L.A: The Movie      | Shana Vogue          |                          | [ 20 ] |
| 2017 | Victor Crowley                    | Sabrina              |                          | [ 21 ] |
| 2019 | Class A                           | Jenny                | Curta-metragem           | [ 33 ] |
| 2019 | Reddy Records                     |                      | Diretora; curta-metragem | [ 23 ] |
| 2020 | Magic Camp                        | Lena Lambert         |                          | [ 25 ] |
| 2021 | Writing Around the Christmas Tree | Mikaela Leighton     | TA: A Christmas Retreat  | [ 19 ] |

### Webséries
| Ano  | Título                 | Papel        | Notas                                       | Ref.   |
| ---- | ---------------------- | ------------ | ------------------------------------------- | ------ |
| 2015 | Englishman in L.A.     | Shana Vogue  | Segunda temporada                           | [ 34 ] |
| 2016 | Sports... The Musical? | Comentarista | Episódio: "The Super Bowl Hot Take Mixtape" | [ 35 ] |

## Teatro
| Ano  | Título                 | Papel                       | Notas          | Ref.   |
| ---- | ---------------------- | --------------------------- | -------------- | ------ |
| 2007 | Rent                   | Mimi                        | Turnê nacional | [ 3 ]  |
| 2008 | Little Shop of Horrors | Crystal                     | Regional       | [ 9 ]  |
| 2008 | High School Musical    | Taylor McKessie             | Regional       | [ 10 ] |
| 2009 | Hair                   | Vários                      | Broadway       | [ 6 ]  |
| 2010 | Calvin Berger          | Rosanna                     | Regional       | [ 11 ] |
| 2010 | Falling for Eve        | Eve                         | Off-Broadway   | [ 12 ] |
| 2012 | Leap of Faith          | Ornella Sturdevant          | Broadway       | [ 6 ]  |
| 2013 | Big Fish               | Josephine Bloom             | Broadway       | [ 6 ]  |
| 2014 | Motown: The Musical    | Diana Ross                  | Broadway       | [ 7 ]  |
| 2018 | Man in the Ring        | Sadie                       | Regional       | [ 13 ] |
| 2019 | Hamilton               | Elizabeth Schuyler Hamilton | Broadway       | [ 8 ]  |